# سفارة فرنسا في بولندا
سفارة فرنسا في بولندا هي أرفع تمثيل دبلوماسي لدولة فرنسا لدى بولندا. تقع السفارة في Śródmieście, Warsaw ‏ وهي تهدف لتعزيز المصالح الفرنسية في بولندا.

## وصلات خارجية
- الموقع الرسمي
- قائمة سفارات فرنسا
- قائمة السفارات في بولندا